# Ce qu'il reste de nous
Pour plus de détails, voir Fiche technique et Distribution.
Ce qu’il reste de nous est un film documentaire québécois sur les réactions de Tibétains à un message filmé du 14e Dalaï Lama qui n'a pu revenir au Tibet depuis 1959. Ce documentaire a été réalisé par Hugo Latulippe et François Prévost, sorti en 2004. Traduit en anglais et tibétain.

## Synopsis
Déjouant la douane et la sécurité chinoise, une jeune femme québécoise, originaire du Tibet par son père, se rend dans son pays d’origine avec les deux réalisateurs. Porteuse d’un message d’encouragement filmé du 14e dalaï lama à son peuple, ils rencontrent en secret des Tibétains qui visionnent le message. Au fil de leurs rencontres de personnes issus de différents milieux et dans de multiples situations, se brosse un portrait de cette population.

## Contexte du tournage
Ce documentaire produit sur une période de tournage de huit ans entre 1996 et 2004, a été réalisé secrètement, à l’insu des autorités chinoises, à l'aide de petites caméras numériques. Lors des projections, on vérifie que les spectateurs n’ont pas de caméra ou appareil photo de façon que les participants au film ne risquent pas d’être identifiés par les autorités chinoises. Les deux réalisateurs sont deux anciens concurrents de la course destination monde.

## Fiche technique
- Titre : Ce qu’il reste de nous
- Réalisation : François Prévost et Hugo Latulippe
- Production : Yves Bisaillon et François Prévost
- Scénario : François Prévost et Hugo Latulippe
- Cinématographie : François Prévost et Hugo Latulippe
- Montage : Annie Jean
- Musique : Kalsang Dolma, Tenzin Gonpo, Jamyang Jamtsho Wangchuk, Yungchen Lhamo, René Lussier et Techung

## Distribution

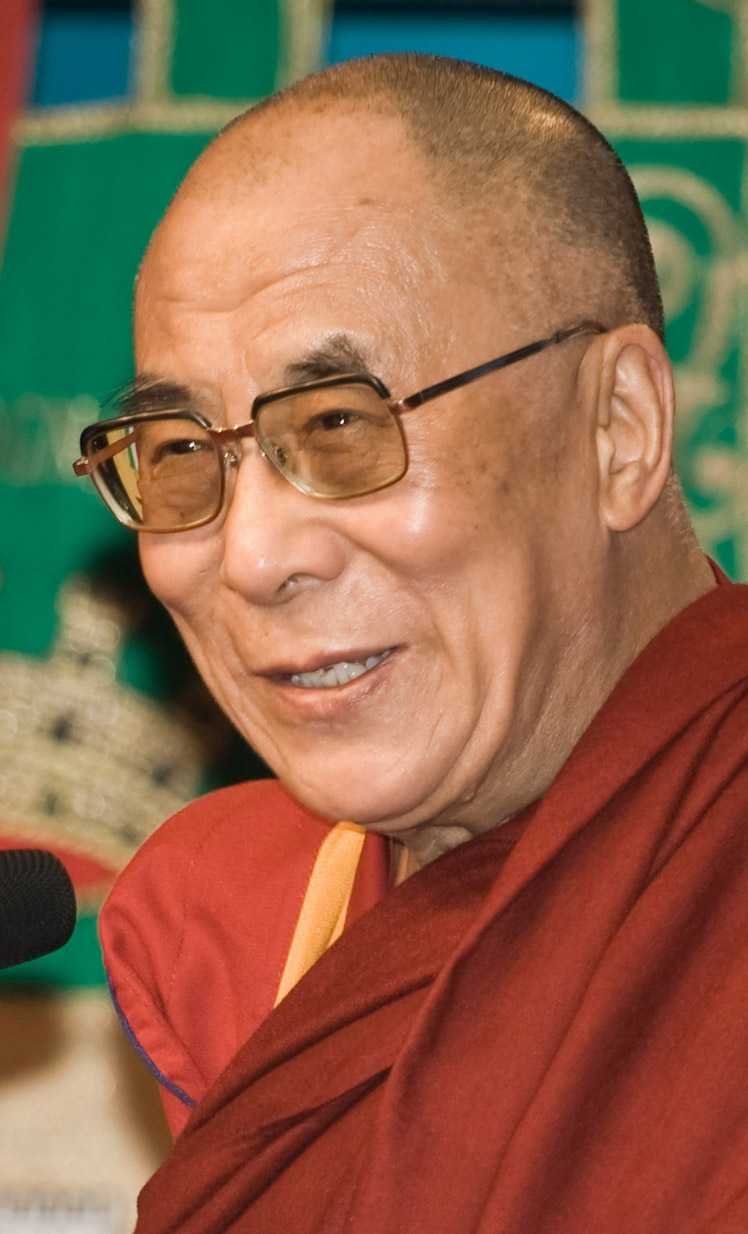
Le Dalaï Lama.

- Kalsang Dolma : elle-même
- 14e dalaï lama : lui-même

## Récompenses et distinctions
Ce documentaire a reçu plusieurs récompenses au Canada et aux États-Unis. 
- 2004 Prix du public du Atlantic Film Festival à François Prévost et Hugo Latulippe
- 2004 Prix canadien du Atlantic Film Festival à François Prévost et Hugo Latulippe
- 2004 Prix de la découverte de Hollywood pour le meilleur documentaire au Hollywood Film Festival
- 2004 Prix du film canadien le plus populaire du Vancouver International Film Festival à François Prévost et Hugo Latulippe
- 2005 Prix du Meilleur film du Telluride Mountainfilm Festival
- 2005 Prix Jutra du Meilleur documentaire à François Prévost et Hugo Latulippe

## Accueil critique
Claude B. Levenson considère que les auteurs posent la « question de l'indifférence devant l'injustice » subie par les Tibétains.